# Beli Kliutx (Uliànovsk)
|  | Per a altres significats, vegeu «Beli Kliutx». |

Beli Kliutx (en rus: Белый Ключ) és un poble de l'óblast d'Uliànovsk, a Rússia, que en el cens del 2010 tenia 2.330 habitants. Pertany al districte d'Uliànovsk.